# UCI-B-Weltmeisterschaften 1999
Die UCI-B-Weltmeisterschaften 1999 auf Bahn und Straße fanden vom 9. bis 14. November in Montevideo statt. Sie dienten als Qualifikation für die Olympischen Spiele 2000 für Sportler aus solchen Ländern, die aufgrund ihrer Weltranglisten-Platzierung nicht an den üblichen Weltmeisterschaften teilnehmen konnten. Die Bahnwettbewerbe wurden im Velódromo Municipal veranstaltet, die Einzelzeitfahren im Osten Montevideos und die Straßenrennen in Punta del Este.

## Männer
| Wettbewerb          | Gold              | Silber            | Bronze                 |
| ------------------- | ----------------- | ----------------- | ---------------------- |
| Straßen-Wettbewerbe |                   |                   |                        |
| Straßenrennen       | Gregorio Bare     | Pedro Pablo Pérez | Ciarán Power           |
| Einzelzeitfahren    | Javier Gómez      | Federico Moreira  | Rubén Pegorin          |
| Bahn-Wettbewerbe    |                   |                   |                        |
| Sprint              | Gregorio Bare     | Chen Keng-hsien   | Michael Herschkowicz   |
| Zeitfahren          | Gregorio Bare     | Lin Chih-hsun     | Moezeddin Seyed Rezaei |
| Einerverfolgung     | Gustavo Figueredo | Hassan Maleki     | Li Sai Hong            |
| Punktefahren        | Kam Po Wong       | Milton Wynants    | Marcos Novello         |
| Ausscheidungsfahren | Mario Wynants     | Ricardo Guedes    | Amir Zargari           |

## Frauen
| Wettbewerb          | Gold        | Silber                | Bronze                      |
| ------------------- | ----------- | --------------------- | --------------------------- |
| Straßen-Wettbewerbe |             |                       |                             |
| Straßenrennen       | Dania Pérez | Yoanka González Pérez | Cláudia Carceroni-Saintagne |
| Einzelzeitfahren    | Dania Pérez | Bianca Netzler        | Melanie Claude              |